# Soria
Soria – miasto w północno-środkowej Hiszpanii w regionie Kastylia i León na wysokości ok. 1100 m n.p.m. Jest stolicą prowincji o tej samej nazwie. Około 39 tys. mieszkańców. Soria jest najmniejszą stolicą prowincji w Hiszpanii, rozciąga się wzdłuż brzegów rzeki Duero. W mieście znajduje się wiele kościołów, wszystkie z brązowego kamienia i większości pochodzących z XII wieku.

## Zabytki
- kaplica Ermita de Soledad – znajduje się tu cenna XVI-wieczna drewniana rzeźba Chrystusa.
- Museo Numanito – posiada zbiory przedmiotów znalezionych w rzymskich ruinach na północ od miasta.
- kościół Santo Domingo z fasadą w stylu romańskim.
- kościół San juan de Rabanera zdobiony elementami bizantyjskimi i wczesnego gotyku.
- katedra San Pedro z portalem w stylu plateresco oraz rozmańskim krużgankiem.
- kościół San Juan de Duero stojący na lewym brzegu rzeki Duero, niegdyś pełnił rolę klasztoru templariuszy.

W pobliżu miasta znajdują się ruiny starożytnego miasta Numancja.

## Linki zewnętrzne

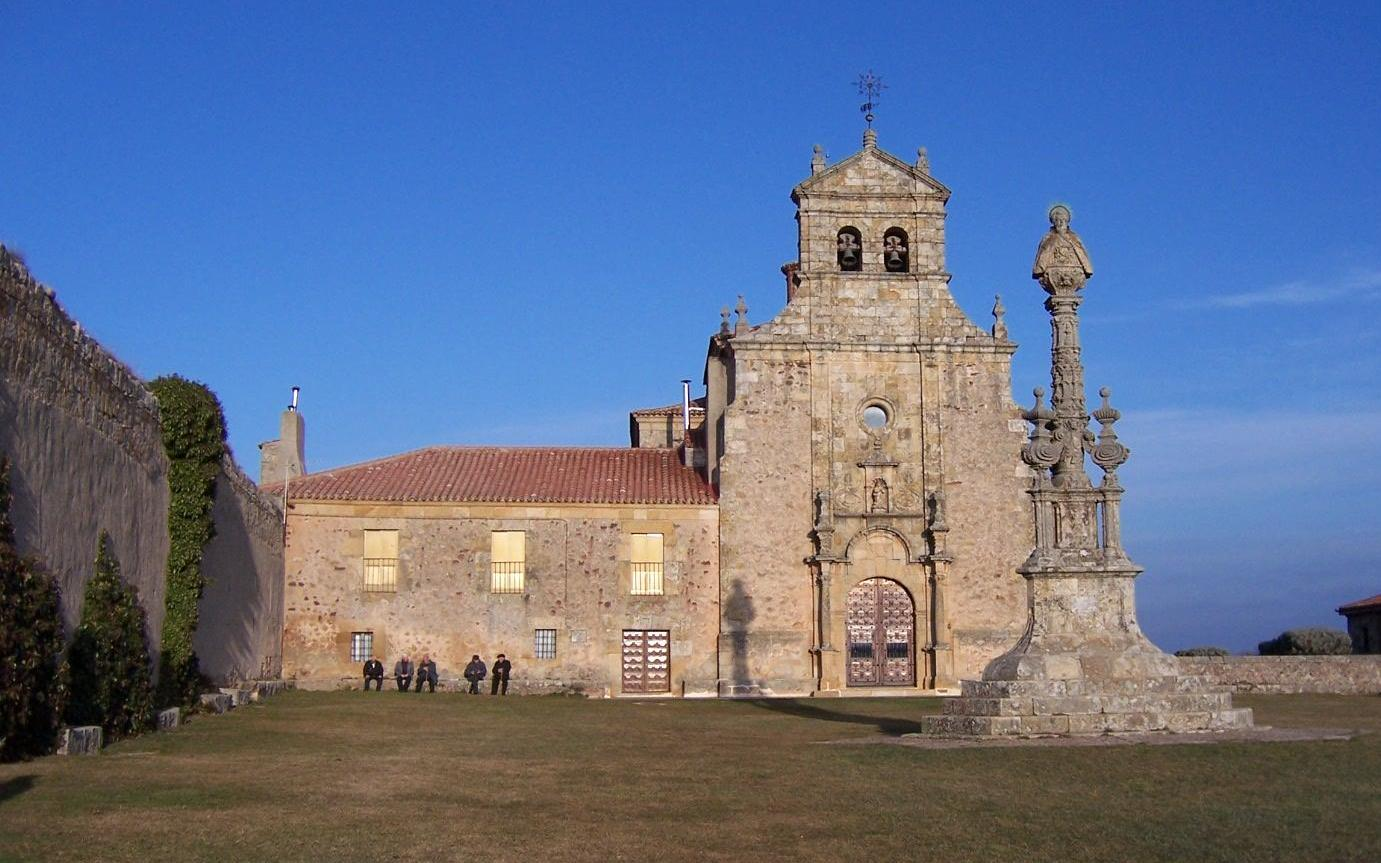
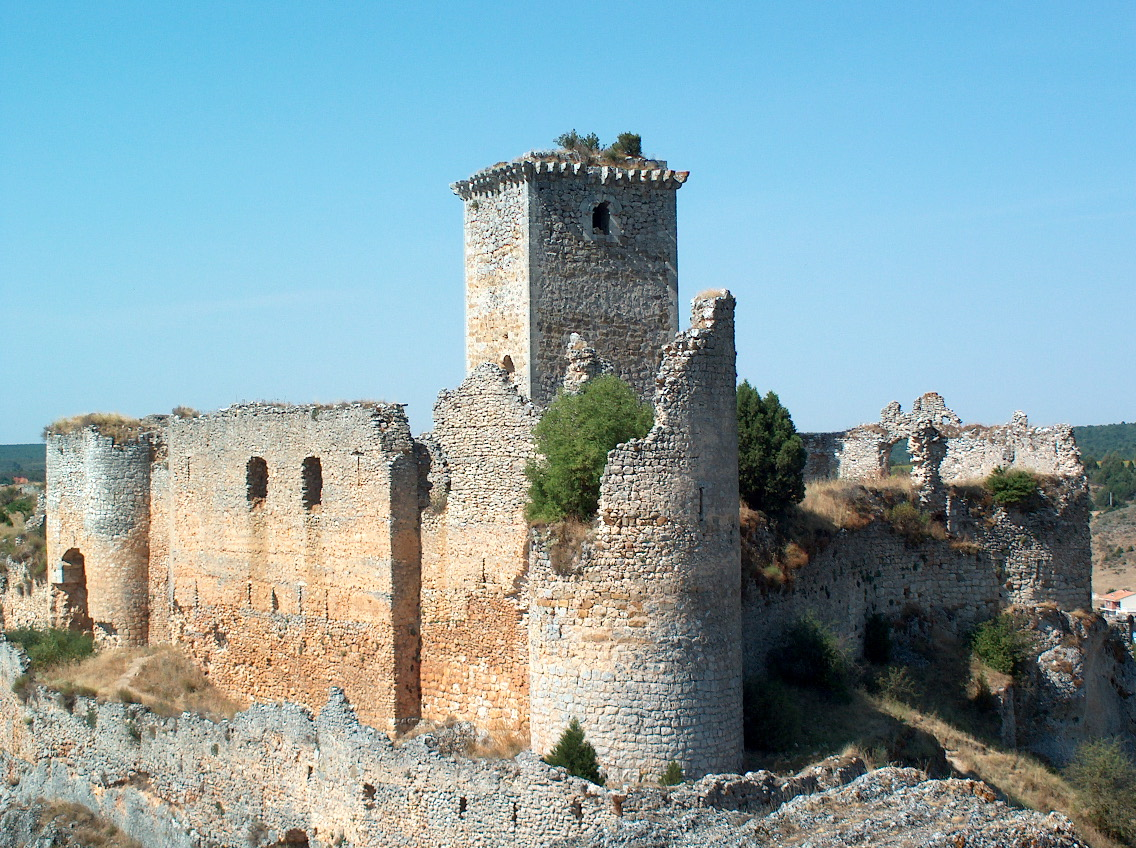